# أضواء على مشكل التعليم بالمغرب
أضواء على مشكل التعليم بالمغرب هو كتاب تربوي تحليلي للمفكر المغربي محمد عابد الجابري، نُشر لأول مرة سنة 1973عن دار النشر المغربية،ويعد من أوائل مؤلفاته الفكرية، ومقدمة لمشروعه نقد العقل العربي. يتناول الكتاب قضايا التعليم في المغرب بعد الاستقلال، ويحلل البنية الفكرية والسياسية التي تحكم النظام التربوي، كما يسلّط الضوء على إشكالية "أزمة التعليم" من زاوية بنيوية وسوسيولوجية وتاريخية.

## مضمون الكتاب
جاء تأليف هذا الكتاب في مرحلة مفصلية من تاريخ المغرب، بعد سنوات قليلة من الاستقلال (1956)، وفي ظل توترات سياسية واجتماعية وُصفت بـ"صراع النخب" حول طبيعة الدولة الحديثة. ويعكس الكتاب رؤية الجابري كفاعل تربوي، حيث كان منخرطًا في إصلاح التعليم ومتابعة مشكلاته عن كثب، خاصة في ظل فشل عدة محاولات إصلاحية بدأت منذ 1957.ينقسم الكتاب إلى مجموعة من الفصول التي تتناول مختلف أبعاد أزمة التعليم في المغرب.يُعالج محمد عابد الجابري في كتابه أضواء على مشكل التعليم بالمغرب الإشكال التربوي من زاويتين متكاملتين: أولاهما بنيوية، تبرز طبيعة النسق التعليمي المغربي بوصفه امتدادًا لبنية اجتماعية-ثقافية-سياسية تقليدية، وثانيتهما سياقية، تعالج التعليم في علاقته بالتحولات السياسية والاجتماعية في مرحلة ما بعد الاستقلال. ومن خلال تشخيص عميق، يكشف الجابري عن أوجه القصور في السياسات التعليمية المتبعة، محذرًا من إنتاج تعليم ممسوخ يتسم بالتبعية والتجزيء. ويرى أن تجاوز الأزمة يقتضي إعادة بناء المنظومة التعليمية على أسس عقلانية، ديمقراطية، ووطنية، تراعي الخصوصيات الثقافية والاجتماعية، وتقطع مع منطق الاستنساخ المؤسساتي الذي يكرّس التفاوتات بدل الحد منها.

## التحليل البنيوي
اعتمد الجابري في هذا العمل على أدوات التحليل البنيوي-التكويني، مستلهمًا من أعمال بورديو وألتوسير،حيث حلل المدرسة كمؤسسة في علاقتها بالبنية الاجتماعية والسياسية، منتقدًا اختزال أزمة التعليم في مشاكل إدارية أو لوجيستية. فالمدرسة في تصوره تعيد إنتاج الخضوع بدل أن تخلق المواطنة. فنستشف في الكتاب ملامح نقده للسلطة والمعرفة والوعي الزائف. وقد استُخدم في تكوين أجيال من الفاعلين التربويين والمثقفين المغاربة، وظل يُعاد طبعه لعقود.